# Купена многоцветковая
Купе́на многоцветко́вая (лат. Polygonátum multiflórum) — многолетнее травянистое растение, вид рода Купена (Polygonatum) семейства Спаржевые (Asparagaceae).

## Ботаническое описание
Растение 30—60 см высотой.
Стебель круглый, голый.

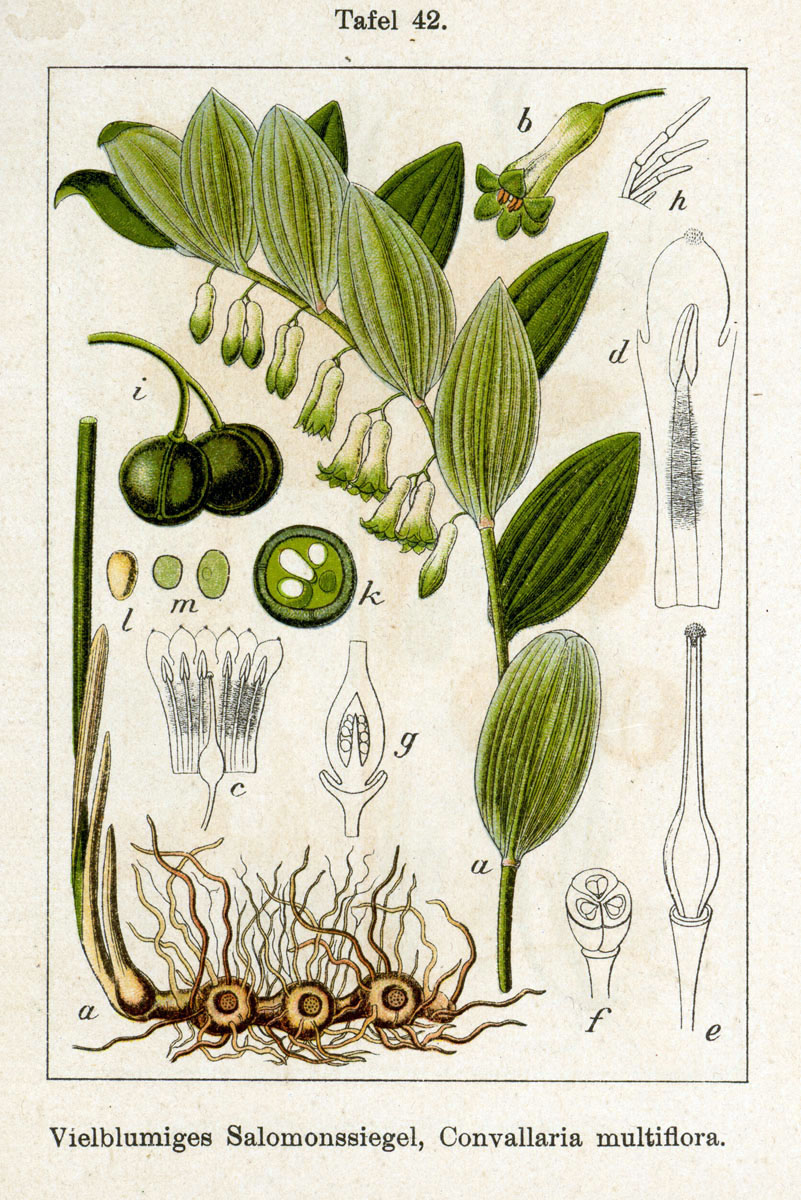

Листья продолговатые  или эллиптические, у основания немного суженные, голые, с короткими черешками, 10—11 см длиной и 4—4,5 см шириной или же нижние листья 14—15 см длиной, сверху зелёные, снизу серовато-зеленоватые.
Цветоножки выходят из пазух листьев, с 3—5 цветками, голые. Околоцветник суженный над зевом, кверху немного расширенный, с шестью зеленоватыми зубцами, которые наверху с внутренней стороны коротко опушённые. Тычиночные нити волосистые. Цветёт в мае — июне.
Плод — сине-чёрная ягода.
Вид описан из Европы.

## Распространение
Северная Европа: Дания, Финляндия, Норвегия, Великобритания; Центральная Европа: Австрия, Бельгия, Чехословакия, Германия, Венгрия, Нидерланды, Польша, Швейцария; Южная Европа: Албания, Болгария, Югославия, Греция, Италия, Румыния, Франция, Испания; территория бывшего СССР: Кавказ (Предкавказье), Европейская часть России, Белоруссия, Украина; Азия: Турция, Непал.
Растёт в берёзовых и хвойных лесах, среди кустарников.

## Значение и применение
Медонос и пыльценос. Нектар доступен насекомым с длинным хоботком. Пчёлы часто пользуются прокусами околоцветника, оставленными шмелями. Продуктивность нектара цветком 1,5—3,5 мг с концентрацией сахара 35—40%. По другим данным 29,7%. Наибольшая продуктивность нектара в широколиственном лесу 0,7 кг/га при 6 цветках на 1 м². Продуктивность пыльцы пыльником 0,4 мг, растением 44,0 мг. В некоторых регионах листья купены могут повреждаться личинками купенового пилильщика (Phymatocera aterrima) и моллюсками. 
|                                                       |  |  |  |
| Слева направо: корневище, цветки, цветок снизу, ягоды |  |  |  |